# Alekseev (chanteur)
Pour les articles homonymes, voir Alekseïev et Aleksiev.
Mykyta Volodymyrovytch Alieksieïev (en ukrainien : Микита Володимирович Алєксєєв ; en russe : Никита Владимирович Алексеев, Nikita Vladimirovitch Alexeïev), dit Alekseev, né le 18 mai 1993 à Kiev, est un auteur-compositeur-interprète ukrainien.
Il est demi-finaliste de la quatrième saison de The Voice of Ukraine en 2014. Le chanteur sort par la suite un single, Pianoïé solntsé (en) (« Le Soleil ivre »), qui devient un tube dans la Communauté des États indépendants et fait décoller sa carrière. Il représente la Biélorussie lors du 63e Concours Eurovision de la chanson avec sa chanson Forever.

## Jeunesse
Alekseev naît le 18 mai 1993 à Kiev, en Ukraine. À l'âge d'un an et demi, il déménage avec sa famille à Tchita, avant de retourner à Kiev quelques années plus tard.
À l'âge de 12 ans, il développe un intérêt pour la musique et le chant, et prend des cours auprès du professeur de musique Konstantin Pona. Il crée quelque temps plus tard son propre groupe de musique, du nom de Mova.

## Carrière

### Concours Eurovision de la chanson 2018
Une semaine après avoir soumis une chanson à la sélection nationale ukrainienne pour l'Eurovision, Alekseev retire à sa candidature. Il annonce par la suite avoir décidé de concourir dans la sélection nationale biélorusse.
Remportant cette sélection quelques semaines plus tard, Alekseev gagne le droit de représenter la Biélorussie au 63e Concours Eurovision de la chanson à Lisbonne avec sa chanson Forever.